# Cartagena de Indias

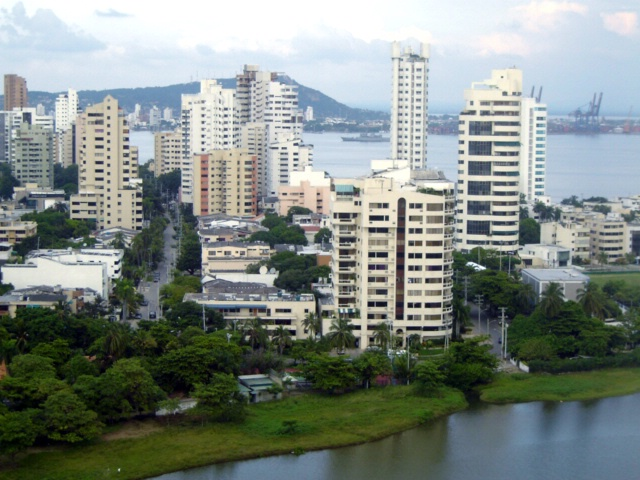
Bocagrande, centrul Cartagenei.

Cartagena de Indias (AFI /karta'xena de in'dias), cunoscut mai simplu sub numele de  Cartagena, este un oraș și port maritim amplasat pe coasta nordică a Columbiei. Servește ca sediu administrativ al departamentului Bolívar. Are o populație de 987.352 locuitori. Fondat în 1533 de către Don Pedro de Heredia și numit după orașul spaniol cu același nume, Cartagena de Indias a fost un centru principal al colonizării spaniole timpurii în America și s-a bucurat de o dezvoltare impresionantă în secolul al XVIII-lea fiind de facto capitală a Viceregatului Noua Granadă și principalul centru de comerț și de transport. Astăzi orașul continuă să fie centrul economic al regiunii caraibe și este o destinație turistică populară. 
În 1984 fortăreața colonială din Cartagena de Indias a fost inclusă în Patrimoniul Mondial UNESCO..

## Personalități
- Petru Claver (1581-1684), preot, promotor al drepturilor omului

## Orașe înfrățite
- Cartagena (Spania), Spania
- Cancún, Mexic
- Coral Gables, Statele Unite
- Havana, Cuba
- Manila, Filipine
- Miami, Statele Unite
- San Juan, Puerto Rico
- Sevilia, Spania
- St. Augustine, Statele Unite